# إيخاس دل توماتي
إيخاس دل توماتي (بالإسبانية: Hijas del Tomate)‏ (أي: بنات الطماطم أو فتيات الطماطم)؛ ألبوم غنائي باللغة الإسبانية، لفرقة البوب الأندلسية-الإسبانية لاس كيتشاب، صدر في 30 يوليو 2002. عُرِف الألبوم بأغنية آسيريخي (بالإسبانية: Aserejé)‏ التي اشتهرت في أرجاء العالم، مُتصدّرة قائمة الأغاني الأكثر مبيعًا في التاريخ. وقد رُشِح الألبوم لنيل جائزة جرامي اللاتينية لأفضل ألبوم بوب من أداء ثنائي أو مجموعة موسيقية. بيعت سبعة ملايين نسخة من أغنية آسيريخي لوحدها، بينما بيع من الألبوم أكثر من اثني عشرة ملايين نسخة.

## روابط خارجية
- إيخاس دل توماتي على موقع أول موفي (الإنجليزية)